# Eugène Cremmer
Eugène Cremmer (París 7 de febrero de 1942-ib., 30 de octubre de 2019) fue un físico francés y
director de investigación en la École normale supérieure. En 1978, junto con los físicos Bernard Julia y Joël Scherk, desarrolló una teoría de la supergravedad de once dimensiones y propuso un mecanismo de compactación espontánea de la teoría cuántica de campos.